# سیارک ۸۳۳۲
سیارک ۸۳۳۲ (به انگلیسی: 8332 Ivantsvetaev، نامگذاری:1982TL2) هشت هزار و سیصد و سی و دومین سیارک کشف شده‌است که در ۱۴ اکتبر ۱۹۸۲ کشف شد.
قدر مطلق سیارک برابر ۱۴٫۰۰ است.